# Baranyai Ibolya
Baranyai Ibolya (Budapest, 1943. március 10. – 2020. november 2.) Jászai Mari-díjas magyar színésznő, a Győri Nemzeti Színház Örökös Tagja.

## Életpálya
Az Állami Déryné Színházban kezdte pályáját 1963-ban. 1967–1972 között és 1974-től 1978-ig  a szolnoki Szigligeti Színház tagja. 1972–1974-ben a Szegedi Nemzeti Színházban játszott. 1978-tól a győri Kisfaludy Színház tagjaként a színház egyik vezető színésznője volt, aki prózai művekben éppen olyan nagyszerű volt, mint zenés darabokban. Jászai Mari-díjas (1983) színésznő, a Győri Nemzeti Színház Örökös Tagja.
Férje : Bor József színházrendező, színházigazgató volt.

## Fontosabb színházi szerepei
- Alekszandr Nyikolajevics Osztrovszkij: Erdő... Akszjusa
- Szirmai Albert – Bakonyi Károly – Gábor Andor: Mágnás Miska... Marcsa; Nagymama
- Illyés Gyula: Bolhabál... Joli; Katica; Rozi
- Déry Tibor – Pós Sándor – Presser Gábor – Adamis Anna: Képzelt riport egy amerikai popfesztiválról... Eszter
- Tersánszky Józsi Jenő: Kakuk Marci... Pattanó Rózsi, kültelki lápvirág
- Alekszandr Nyikolajevics Osztrovszkij: Vihar... Varvara
- Bertolt Brecht: Kurázsi mama... Kathrin
- Dale Wasserman – Mitch Leigh – Joe Darion: La Mancha lovagja... Aldonza
- Jókai Anna: Fejünk felől a tetőt... Eingruber Kati
- Jókai Anna: A feladat... Pásztor Panni
- Örkény István: Tóték... Ágika
- Michael Claude Magnier – Nádas Gábor – Szenes Iván: Mona Marie mosolya... Mari
- Arthur Miller: Pillantás a hídról... Beatrice
- Friedrich Schiller: Stuart Mária... Erzsébet
- Madách Imre: Az ember tragédiája... Éva
- Anton Pavlovics Csehov: Sirály... Arkagyina
- Anton Pavlovics Csehov: Vány bácsi... Szonya; Marina
- Victorien Sardou: Szókimondó asszonyság... Kata
- Molière: Scapin furfangjai... Zerbinette
- Molière: Kényeskedők... Magdi
- Makszim Gorkij: Éjjeli menedékhely... Násztya, leány
- Eisemann Mihály – Baróti Géza: Bástyasétány 77... Tini
- Turián György: Az aranyhajú királyfi... gonosz boszorkány
- Harold Pinter: Árulás... Emma
- Csurka István: Döglött aknák... Zsóka, színésznő
- Barta Lajos: Szerelem... Nelli
- Molnár Ferenc: Doktor úr... Sárkányné
- Molnár Ferenc: Liliom... Hollunderné
- Ödön von Horváth: Mesél a bécsi erdő... Valéria
- Jean-Paul Sartre – Euripidész: Trójai nők... Andromache
- Nyikolaj Vasziljevics Gogol: A revizor... Anna Andrejevna
- Kovách Aladár: Téli zsoltár... Pelleiné
- Németh László: Bodnárné... Lakkné
- Bertolt Brecht: Koldusopera... Kocsma Jenny
- Tersánszky Józsi Jenő: Kakuk Marci... Pattanó Rózsi
- Hunyady Sándor: A három sárkány... Zsófia
- William Shakespeare: Lear király... Goneril
- William Shakespeare: III. Richárd... Margit
- Carlo Goldoni: A legyező... Gertruda; Susanna
- Krúdy Gyula – Kapás Dezső: A vörös postakocsi... Özv. Bági-Bágyiné
- Samuel Beckett: Godot-ra várva... Pozzo
- Giulio Scarnacci – Renzo Tarabusi: Kaviár és lencse... Valeria
- Federico García Lorca: Bernada Alba háza... Bernarda Alba
- Brandon Thomas: Charley nénje... Donna Lucia D' Alvadorez
- Örkény István: Macskajáték... Giza
- Zerkovitz Béla – Szilágyi László: Csókos asszony.. .Hunyadiné
- Prosper Merimée – Jacques Offenbach – Mme de Sevigné – Thornton Wilder műveiből: A mennyei Híd... Anna (a zárda fejedelemasszonya)
- Robert Thomas: Nyolc nő... Mamy (a nagymama)
- Loleh Bellon: A csütörtöki hölgyek... Marie
- Móricz Zsigmond: Nem élhetek muzsikaszó nélkül... Kisvicákné
- Sólem Aléchem – Joseph Stein – Jerry Bock – Sheldon Harnick: Hegedűs a háztetőn... Golde
- Zágon István – Nóti Károly – Eisemann Mihály: Hyppolit, a lakáj... Aranka
- Tennessee Williams: Macska a forró bádogtetőn... Big mama
- Neil Simon: Furcsa pár... Olive Madison
- Benedek András - Karinthy Ferenc: A Noszty fiú esete Tóth Marival... Máli
- Michel Tremblay: Sógornők... Germaine Lauzon
- Irvine Welsh – Harry Gibson: Vonatles (Trainspotting)... Mrs. Renton
- Reginald Rose: Tizenkét dühös ember... 1. esküdt (Elnök)
- Marc Camoletti: Leszállás Párizsban... Judith
- Tolcsvay László – Müller Péter – Müller Péter Sziámi: Isten pénze... Dilberné
- Jókai Mór – Tolcsvay László – Böhm György – Korcsmáros György: A kőszívű ember fiai... Baradlayné
- Pozsgai Zsolt: Razzia – avagy valaki megölte Lopez Dialt... Roxana néni (65 éves)
- Carlo Collodi – Litvai Nelli: Pinokkió... Kékhajú Tündér
- Egressy Zoltán: Kék, kék, kék... Tantusz

## Filmek, tv
- Ember a vízben (1971)
- Kisfiúk és nagyfiúk (1976)
- Fekete rózsa (1980)
- Valahol Magyarországon (1980)
- Csehov: Ványa bácsi (színházi felvétel, 198)
- Sirály (színházi felvétel, 1989)
- A legyező (színházi felvétel, 1997)

## Díjak, elismerések
- Jászai Mari-díj (1983)